# Green (álbum de R.E.M.)
Green —en español: «Verde»— es el sexto álbum de estudio de la banda estadounidense de rock R.E.M., lanzado el 7 de noviembre de 1988 por Warner Bros. Records. El segundo álbum producido por la banda y Scott Litt, continuó explorando temas políticos tanto en sus letras como en su empaque. La banda experimentó en el álbum, escribiendo canciones de rock en clave mayor e incorporando nuevos instrumentos en su sonido, incluida la mandolina, además de cambiar sus instrumentos originales en otras canciones.
Tras su lanzamiento, Green fue un éxito comercial y de crítica. Para promocionarlo, la banda se embarcó en una gira mundial de 11 meses y lanzó cuatro sencillos del álbum: «Orange Crush», «Stand», «Pop Song 89» y «Get Up».

## Trasfondo y grabación
Con el lanzamiento de Document en 1987, R.E.M. cumplió su contrato con I.R.S. Records. Frustrados porque sus discos no tuvieron una distribución satisfactoria en el extranjero, a principios de 1988 la banda le dijo al jefe de I.R.S. Jay Boberg que estaban dejando el sello. El guitarrista Peter Buck también explicó que su grupo sintió que I.R.S. los estaba presionando para vender bien, pero sintió que el distribuidor del I.R.S., MCA Records, no consideraba al conjunto como una prioridad. Luego, la gerencia de R.E.M. se acercó a las compañías discográficas que expresaron interés en la banda. Aunque otros sellos ofrecieron más dinero, R.E.M. finalmente firmó un acuerdo con Warner Bros. Records, supuestamente entre $6 000 000 y $12 000 000, debido a la garantía de la compañía de total libertad creativa. A la luz de su cambio a un sello importante, la banda se puso a la defensiva en entrevistas contra las acusaciones de algunos fanáticos que afirmaban que se estaba vendiendo.
R.E.M. comenzó el proceso del álbum grabando demos en el estudio de grabación de sonido subterráneo de Robbie Collins en Athens, Georgia, en febrero de 1988. Bill Berry, Peter Buck y Mike Mills grabaron las pistas básicas en dos configuraciones: (1) batería, guitarra y bajo, y (2) percusión, mandolina y acordeón. Las demos fueron mezcladas por Robbie Collins, Buren Fowler (técnico de guitarra de Peter Buck y más tarde miembro de Drivin N Cryin) y David LaBruyere (más tarde bajista de Vic Varney, Michelle Malone y John Mayer), y presentadas al mánager de R.E.M. Michael Stipe usó estas grabaciones para sus arreglos vocales. Algunas de estas demostraciones, incluidas «Title», «Great Big», «Larry Graham» y «The Last R.E.M. Song», nunca se han lanzado comercialmente. La demo «Larry Graham» recibió su nombre del bajista de Sly and the Family Stone, Larry Graham, famoso por su estilo de bajo slap. «Larry Graham» tiene muchas similitudes musicales con el tema de apertura de Out of Time, «Radio Song». «Title» era una canción más antigua que se había probado para Document el año anterior y se presentaba a menudo en el Work Tour. «Title» es la única canción inédita de estas sesiones de demostración que se sabe que tiene voces grabadas.
Solo un mes después de firmar con Warner Bros., la banda grabó las pistas básicas para Green en Ardent Studios Studio A en Memphis, Tennessee, del 24 de mayo al 5 de julio de 1988, con la producción de Scott Litt. La grabación y la mezcla se reanudaron más tarde ese mes en Bearsville Sound Studios en Bearsville, Nueva York. Se grabaron tres canciones inéditas en Bearsville, incluido «Carnival» y dos canciones sin título. «The Wrong Child» fue grabada y mezclada bajo el título provisional «Mozart». Las sesiones de Bearsville continuaron hasta el 3 de septiembre de 1988, apenas dos meses antes del lanzamiento de Green.

## Música
En una entrevista de 1988, Peter Buck describió a Green como un álbum que no presentaba ninguna típica canción de R.E.M. al describir la salida estándar de la banda como «tono menor, tempo medio, cosas enigmáticas, semi-folk-rock-balada», el guitarrista señaló que para Green, «escribimos canciones de rock clave importantes y cambiamos de instrumento». Según los informes, el cantante Michael Stipe les había dicho a sus compañeros de banda que «no escribieran más canciones tipo R.E.M.». El bajista Mike Mills argumentó que Green era un disco experimental, lo que resultó en un álbum «al azar, un poco disperso». El biógrafo de la banda, David Buckley, escribió: «[S]ónicamente, Green está por todas partes, y el resultado es un álbum fascinantemente ecléctico en lugar de un avance artístico unificado».
Green se concibió como un álbum en el que un lado incluiría canciones eléctricas y el otro material acústico, y el plan no se concretó debido a la falta de canciones acústicas que se consideraran aptas para su lanzamiento. David Buckley destacó tres hilos musicales principales en Green: «canciones pop irónicas» como «Stand» y «Pop Song 89», pistas más contundentes como «Orange Crush» y «Turn You Inside-Out», y «números acústicos pastorales» que tuvo a Peter Buck tocando la mandolina, con la pista 11 señalada como una anomalía. Buck se había aficionado a tocar música acústica con sus amigos en ese período y, por lo tanto, compró una «mandolina con lira italiana de forma extraña» en 1987; tocaría el instrumento en tres de las pistas de Green. A partir de este período, R.E.M. intercambiaría instrumentos entre los miembros, y en Green el grupo también incorporó acordeón, violonchelo y lap steel guitar.

## Portada y arte
La portada fue pintada por el pintor de líneas minimalistas de la ciudad de Nueva York, Jon McCafferty. Las copias promocionales del álbum se guardaron en un Digipack cubierto de tela, con el título y el artista grabados y un número «4» grabado sobre las dos «R». El color y la textura están hechos para imitar la corteza de los árboles.
Las ediciones originales del álbum y las portadas de las cintas de casete tenían el número 4 barnizado sobre la R tanto en «Green» como en «R.E.M.» A cambio, aparece «R. Stand» en lugar de «4. Stand» en la lista de pistas de la contraportada. Supuestamente, esto fue producto de un error de escritura temprano: debido a que «4» era un número muy cercano a «R» en el teclado, «Green» una vez se escribió «G4een», y el error se adoptó de esta manera. El álbum fue el primero de la banda en presentar letras impresas, aunque solo apareció la letra de «World Leader Pretend».
Green es el primer álbum de R.E.M. que también se lanzó en una versión de edición especial, aunque solo se lanzó como un CD promocional. R.E.M. continuaría creando una versión de edición especial de cada álbum posterior que lanzaron, con la excepción de su último álbum de estudio, Collapse into Now de 2011.

## Lanzamiento, recepción y legado
Green fue lanzado el 7 de noviembre de 1988 en el Reino Unido y al día siguiente en los Estados Unidos. R.E.M. eligió la fecha de lanzamiento estadounidense para que coincidiera con las elecciones presidenciales de 1988 y utilizó su mayor perfil durante el período para criticar al candidato republicano George H. W. Bush mientras elogiaba al candidato demócrata Michael Dukakis. Con una cálida reacción crítica y la conversión de muchos fanáticos nuevos, Green finalmente obtuvo doble platino en los EE. UU., alcanzando el número 12 y alcanzó el puesto 27 en el Reino Unido. «Orange Crush» se convirtió en el primer sencillo estadounidense número uno de R.E.M. en las listas Mainstream y Modern Rock Tracks. Fue el primer álbum de oro de la banda en el Reino Unido, lo que lo convierte en el avance europeo del cuarteto. «Lo que me encanta es la letra inmensamente improbable», comentó Neil Hannon, líder de The Divine Comedy, «y, en la mandolina de “You Are The Everything” y “The Wrong Child”, tiene un poco de lo que viene más tarde, pero de una manera mucho más pura. Es tan pequeño e intenso, es increíble». El crítico de Village Voice Robert Christgau elogió la primera mitad del álbum, calificándola de «conmovedora, divertida, seria, elegíaca», mientras criticaba la segunda mitad por «poesía dudosa y tempos pesados».
Algunos casetes promocionales avanzados del álbum, que datan de septiembre de 1988, contenían mezclas alternativas de «World Leader Pretend» (con una introducción diferente), «Turn You Inside-Out» (con un final diferente) y la undécima pista sin título (mezcla de batería diferente). Todas estas mezclas son inéditas.
La banda realizó una extensa gira en apoyo del álbum a lo largo de 1989, antes de comenzar a trabajar en Out of Time de 1991. Green ha llegado a vender cuatro millones de copias en todo el mundo.
R.E.M. apoyó el álbum con su gira más grande y más desarrollada visualmente hasta la fecha, con retroproyecciones y películas artísticas en el escenario. La gira tuvo un alcance mucho mayor que la gira «Work» que apoyó el álbum anterior. Esto fue especialmente cierto en lugares fuera de los Estados Unidos debido a la capacidad de Warner Bros. Records para comercializar la banda en el extranjero. En la noche final de la gira de 11 meses para apoyar a Green, en el Fox Theatre, en Atlanta, GA, la banda interpretó su primer álbum de larga duración, Murmur, en orden, de principio a fin, seguido de Green, en orden, de principio a fin. La noche concluyó con un bis interpretado por Microwave & the Melons, el equipo de gira dirigido por el técnico de guitarras Mark «Microwave» Mytrowitz. Marcó la única presentación en vivo de «The Wrong Child» y una de las pocas presentaciones en vivo de «Hairshirt». Después de la gira Green, los miembros de la banda decidieron extraoficialmente tomarse el año siguiente libre, el primer descanso prolongado en la carrera del grupo.
Algunas canciones de Green, como «Pop Song 89» y «Orange Crush», aparecieron ocasionalmente en la gira «Work» en 1987. Aunque la letra era embrionaria, las melodías y los arreglos eran similares a los que aparecían en el disco terminado. De manera similar, la banda comenzó a tocar versiones de «Low» y «Belong» en la última parte del Green Tour, los cuales aparecerían en su próximo álbum Out of Time.
Se filmarían partes de la gira para el primer álbum de video en vivo de la banda, Tourfilm.
El álbum fue remasterizado en 2013 para su 25 aniversario, agregando el álbum adicional en vivo Live in Greensboro 1989 de Rhino Records; fue lanzado el 14 de mayo. Además, el EP Live in Greensboro EP se lanzó el 20 de abril como promoción del Record Store Day.
El cantante y guitarrista de Nirvana, Kurt Cobain, lo incluyó entre sus cincuenta mejores álbumes de todos los tiempos. En 1989, Sounds clasificó el álbum en el puesto 62 de su lista de «Los 80 mejores álbumes de los 80». En 1993, The Times clasificó el álbum en el puesto 70 de su lista de «Los 100 mejores álbumes de todos los tiempos». En 2013, NME lo ubicó en el puesto 274 de su lista de los «500 mejores álbumes de todos los tiempos».

## Lista de canciones
Todas las canciones del disco fueron escritas por Bill Berry, Peter Buck, Mike Mills y Michael Stipe.
1. "Pop Song 89" – 3:04
2. "Get Up" – 2:39
3. "You Are the Everything" – 3:41
4. "Stand" – 3:10
5. "World Leader Pretend" – 4:17
6. "The Wrong Child" – 3:36
7. "Orange Crush" – 3:51
8. "Turn You Inside-Out" – 4:16
9. "Hairshirt" – 3:55
10. "I Remember California" – 4:59
11. 11th untitled song – 3:10

## Personal
- Bill Berry - batería, coros, bajo en el 3, 6 y 9.
- Peter Buck - guitarra, mandolina, batería en el 11.
- Mike Mills - Bajo, teclados, acordeón, coros.
- Michael Stipe - voz

Músicos adicionales
- Jane Scarpantoni - violoncello, en el 5.
- Keith LeBlanc - percusión, en el 8.
- Bucky Baxter - guitarra, en el 5.